# Crkva sv. Blaža u Vodnjanu
Crkva sv. Blaža u Vodnjanu, rimokatolička crkva posvećena sv. Blažu. Građena je od 1760. do 1800. godine i najveća je crkva u širokoj okolici. Visina crkvenog tornja iznosi 60 metara. Crkva ima deset oltara, 24 slika i 18 skulptura. U crkvi se nalazi zbirka relikvija i mumije svetaca.

## Galerija
- Crkva sv. Blaža
- Vodnjan